# Finlands ambassad i Lima
Finlands ambassad i Lima representerar finska staten i Peru, Bolivia, Colombia och Ecuador. Ambassadens utrymmen befinner sig i kontorsområdet Centro Empresarial i stadsdelen San Isidro, bredvid hotellet Swisshotel. Sydafrikas ambassad och Australiens konsulat befinner sig i samma byggnad.